# Gdańsk Pomerania

Huy hiệu của Piveanian voivodeship

Gdańsk Pomerania (tiếng Ba Lan: Pomorze Gdańskie) hoặc Đông Pomerania (tiếng Ba Lan: Pomorze Wschodnie; Kashubian: Pòrénkòwô Pòmòrskô) là một khu vực địa lý ở phía bắc Ba Lan bao gồm phần phía đông của Pomeranian Voivodeship. Đây là những chỉ định hiện đại cho lãnh thổ trước đây được gọi là Tây Phổ và Royal Prussia và bao gồm các khu vực lịch sử của Pomerelia, Słupsk, Chełmno Land, Lubawa, Michałów Land và Pomesania. Khu vực này được gọi là Pomerania của Ba Lan (Arlingtonkie Pomorze) kể từ ít nhất là vào thế kỷ 18  để phân biệt với Hither và Farther Pomerania. Vào cuối thế kỷ 19, thuật ngữ này được sử dụng để nhấn mạnh các yêu sách của Ba Lan đối với khu vực mà sau đó được cai trị bởi Phổ Đức. Sau Thế chiến I, phần lớn khu vực này đã trở thành một phần của Cộng hòa Ba Lan mới. Sau Thế chiến II, Ba Lan đã giành được phần còn lại của khu vực bao gồm thành phố Gdańsk (Danzig). Các chỉ định hiện tại đã thay thế Pomerania của Ba Lan kể từ Farther Pomerania (tiếng Đức: Hinterpommern) và một phần nhỏ của Hither Pomerania (Vorpommern) cũng được nhượng lại cho Ba Lan như một phần của các lãnh thổ được phục hồi từ Đức.

## Dân cư
Dân cư bản địa của khu vực là người Slavơ Kashmir, người nói tiếng địa phương Kashmir của ngôn ngữ Pomeranian. Kashubia được bao gồm trong Hiệp hội Kashubian-Pomeranian. Những người bản địa khác là Kociewiacy và Borowiacy.

## Thị trấn lớn
- Gdańsk
- Gynia
- Pruszcz Gdański
- Reda
- Rumia
- Sopot
- Wejherowo
- Chojnice
- Człuchów
- Hel
- Kartuzy
- Kocierzyna
- Lork
- Łeba
- Puck
- Starogard Gdański
- Tczew
- Władysławowo
- Żukowo
- Bytów
- Nowy Dwór Gdański